# الأسلوب الجديد العذب

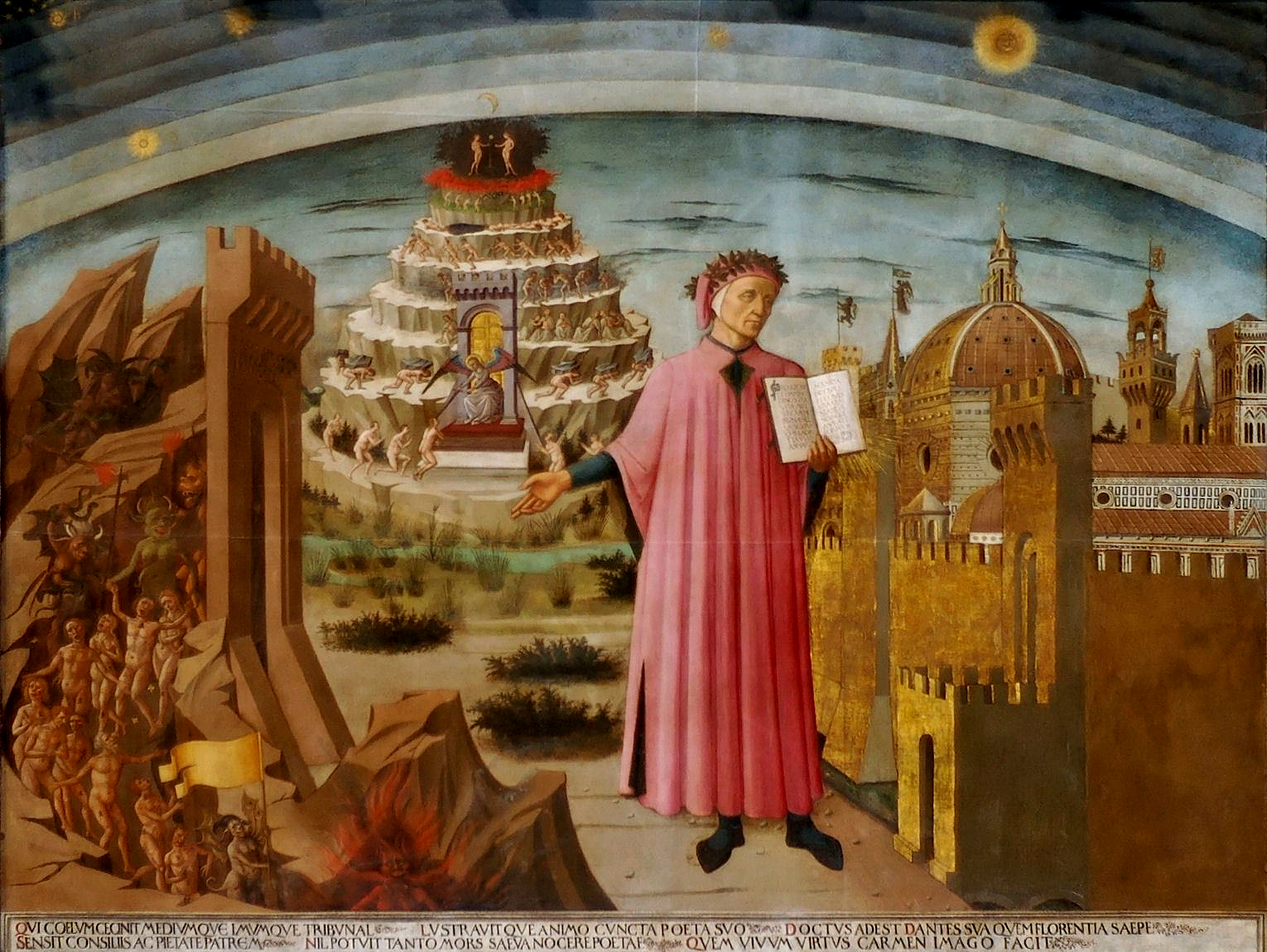

الأسلوب الجديد العذب (بالإيطالية: Dolce Stil Novo)‏ هو الاسم الذي يطلق على الحركة الأدبية الأكثر أهمية في القرن الثالث عشر في إيطاليا. تأثر بالشعر على حد سواء في صقلية وتُسكانة وموضوعه الرئيسي هو الحب.